# Jazowo (Kraj Ałtajski)
Jazowo (ros. Язово) – wieś (sieło) w Rosji, w Kraju Ałtajskim, w rejonie talmieńskim. W 2010 liczyła 244 mieszkańców.